# برلمان غرينادا
برلمان غرينادا (بالإنجليزية: Parliament of Grenada)‏ هو الهيئة التشريعية في غرينادا، يتكون من المجلس الأعلى Senate (Grenada) ‏
الذي يضم 13 مقعداً، والمجلس الأدنى House of Representatives (Grenada) ‏ الذي يضم 16 مقعداً.